# Chasicoien
Le Chasicoien est une division temporelle (10-9 Ma) du Néogène, époque du Miocène, utilisée spécifiquement en relation avec l'échelle de temps relative à l'âge des mammifères terrestres sud-américains (es). Il suit le Mayoien et précède le Huayquérien,.